# Saurita triangulifera
Saurita triangulifera är en fjärilsart som beskrevs av Druce 1898. Saurita triangulifera ingår i släktet Saurita och familjen björnspinnare. Inga underarter finns listade.